# اروینگ جی. ریس
اروینگ جی. ریس (انگلیسی: Irving G. Ries؛ ‏ ۱۵ ژانویهٔ ۱۸۹۰ – ۲۰ اوت ۱۹۶۳) فیلم‌بردار و متخصص جلوه‌های ویژه اهل ایالات متحده آمریکا بود.

## فیلم‌شناسی
- طراح دکور (۱۹۲۰)
- آنکه در پایان می‌خندد (۱۹۲۰)
- مشت و علوفه (۱۹۲۰)
- دندان‌پزشکان و بانوان (۱۹۲۰)
- حیاط خلوت (۱۹۲۰)
- سگ خوشبخت (۱۹۲۱)
- دردسر (۱۹۲۲)
- گل و ماسه (۱۹۲۲)
- وقتی شوالیه‌ها ضعیف بودند (۱۹۲۳)
- نمایش هالیوود ۱۹۲۹ (۱۹۲۹)
- جزیره اسرارآمیز (۱۹۲۹)